# Laguna Cráter
Laguna Cráter, llamada también Laguna Jayu Kuta, es un maar parcialmente lleno de agua de Bolivia, ubicada en el Altiplano andino. Administrativamente se encuentra en el municipio de Salinas de Garci Mendoza de la provincia de Ladislao Cabrera en el departamento de Oruro. Originalmente, se identificó erróneamente como un cráter de impacto de meteorito. Tiene una superficie de 0,095 kilómetros cuadrados. Se encuentra en un punto medio entre el Salar de Coipasa, Salar de Uyuni y el lago Poopó. Cerca a la orilla de la laguna se encuentra el pueblo de Jayu Kuta.
Un maar más pequeño, llamado Ñiq'i Quta, que significa "lago de lodo", se encuentra a 4 km al suroeste de la laguna Cráter.
La actividad volcánica de naturaleza freatomagmática formó los maares, probablemente durante el Holoceno. Durante esta actividad, se expulsaron rocas de basalto-traquiandesita, incluyendo xenolitos compuestos de granito. Estos maares pertenecen a un grupo de centros volcánicos en el Altiplano. Estos centros consisten principalmente en flujos de lava de composición traquiandesítica a dacítica.
Los maares parecen formar un alineamiento con Chiyar Qullu. Sin embargo, en términos de relaciones de isótopos de Pb y geoquímica, los productos de las erupciones de los maares no guardan ninguna semejanza con los de Chiyar Qullu. La datación por potasio-argón ha mostrado una edad de menos de 128.000 años para una bomba volcánica en Ñiq'i Quta.